# 十一分
十一分，原寫為十一份，是臺灣桃園市龍潭區的一個傳統地域名稱，位於該區東南部。相較於今日行政區，其範圍大致為佳安里西南半部不含東南邊及東邊中段的斜坡部分。
經濟部水利署北區水資源局的前身為「石門水庫管理局」（簡稱石管局），位於本地區東南部，其北側的文化街一帶有多家以石門活魚為號召的餐廳。

## 歷史
台灣清治末期至日治初期，十一分地區為一街庄，稱為「十一份庄」，隸屬於桃澗堡。該庄東北與泉水空庄、淮仔埔庄為鄰，東南與三坑仔庄為鄰，西南邊為打鐵坑庄，西北邊為三角林庄。
1901年（日治明治三十四年）11月，全台設置二十廳，該庄隸屬於桃仔園廳。1903年（明治三十六年），改名桃園廳。1909年（明治四十二年）10月，合併二十廳為十二廳，該庄隸屬不變。1920年（大正九年），廢十二廳改設五州二廳，該庄改制並雅化為「十一分」大字，隸屬於新竹州大溪郡龍潭庄。
戰後龍潭庄改制為龍潭鄉，隸屬於新竹縣，大字亦改制為村。1950年桃、竹、苗分治，龍潭鄉改隸屬於桃園縣。2014年12月，桃園縣升格為直轄桃園市，龍潭鄉改制為龍潭區，村亦改制為里。

## 交通
省道台3乙線是員樹林至深窩的幹道，大致以東北—西南走向到達十一分地區東北部邊界後，轉西北—東南走向再轉東北—西南走向經過本地區最東部邊界地帶。由該道路向東北可前往淮子埔、番子寮、員樹林並止於省道台3線路口，向西南轉南可前往三坑子、大坪、打鐵坑、銅鑼圈並止於省道台3線另一路口。
市道113號（中正路佳安段）是大園至十一份的道路，其南側端點位於本地區東北部邊界地帶的省道台3乙線路口。由此向大致以西北—東南走向經過三角林地區中部。由此道路向西北轉西南再轉西北離境後，可前往三角林、龍潭市區、中壢、青埔、大園等地。

## 學校
- 漢英高中
- 石門國中
- 石門國小

## 機構
- 經濟部水利署北區水資源局（舊稱石門水庫管理局，簡稱石管局）

## 廟宇
- 十一份集福宮（土地祠）